# Diego Ioverno
Diego Ioverno (Bolonia; 31 de mayo de 1974) es un ingeniero italiano Fórmula 1. Actualmente es el director deportivo de la Scuderia Ferrari.

## Carrera
Ioverno comenzó su carrera en el automovilismo como técnico de ensamblaje de cajas de cambios para la Scuderia Ferrari, liderando el departamento de ensamblaje de cajas de cambios durante el período dominante del Cavallino Rampante a principios de los años noventa. Se convirtió en jefe de montaje de coches en 2008, donde estuvo a cargo de la construcción de los monoplazas durante todas las pruebas y sesiones de F1. En 2010 se le asignó el rol adicional de jefe de operaciones de carrera, donde también dirigió las operaciones del garaje del equipo y sirvió de enlace con los mecánicos y técnicos y fue responsable de las paradas en boxes. Tras la marcha de Massimo Rivola a finales de 2015, Ioverno se convirtió en director deportivo y complementó su función anterior con la de representar a la Scuderia en las conversaciones con la FIA y el Grupo de Trabajo Deportivo. Se mudó a un trabajo en una fábrica en 2018, pero recibió la llamada para regresar a la pista en 2021 como ingeniero jefe de operaciones de vehículos.
El 27 de julio de 2023, debido a que Laurent Mekies dejó Ferrari para unirse a AlphaTauri como director del equipo, Ioverno fue anunciado como director deportivo de la escudería de Maranello a partir del Gran Premio de Bélgica de 2023 en adelante.